# اوریئنت، میشیگان
اوریئنت (به انگلیسی: Orient Township) یک منطقهٔ مسکونی در ایالات متحده آمریکا است که در شهرستان اوسکئولا، میشیگان واقع شده‌است.
 اوریئنت ۹۱٫۸ کیلومتر مربع مساحت و ۸۰۳ نفر جمعیت دارد و ۳۱۲ متر بالاتر از سطح دریا واقع شده‌است.